# Kínai AAAAA-besorolású turistalátványosságok
Az AAAAA-besorolású turistalátványosságok Kínában a Turistalátványosságok besorolási kategóriái (kínai: 旅游景区质量等级) közül a legmagasabb szint, amelyet a kínai történelem és kultúra legjelentősebb helyszíneinek és épületeinek ítéli oda a Kínai Nemzeti Turisztikai Adminisztráció (CNTA) 2004. óta.

## AAAAA látványosságok régiónként
2013. április 18-áig összesen 155 helyszín kapta meg ezt a besorolást.
- Peking(7)[3]： a Tiltott Város múzeuma, az Ég temploma, Nyári Palota, Pataling-Mutienju (a kínai nagy fal részei), Ming és Csing császári sírok, Gong herceg háza és az Olimpiai zöld park.
- Tiencsin(2)： Guvenhua Csie (kulturális utca), Pan-hegy.
- Hopej(6): Pajjangtien-tó (Anhszin megye, Paoting), Csengtöi nyári rezidencia, Jeszanpo, Hszipajpo (Sicsiacsuang), Keleti Csing sírok (Tangsan), Vahuangkong és kő faragások (Handan)
- Sanhszi: Jünkang-barlangok, Hszincsou Vutaj-hegyi látványossági terület
- Liao Ning: Senjangi botanikuskert, Talieni Tigris tengerpart Óceánparkjának sarki akváriuma
- Csiling: Mancsu állam császári palotájának múzeuma, Csangpej látványossági terület
- Heilongcsiang: Harbini Nap-sziget park
- Sanghaj: Kelet Gyöngye torony, Sanghaji vadaspark Archiválva 2021. május 1-i dátummal a Wayback Machine-ben [4]
- Csiangszu: Sun Yat-sen Mausoleum a Csongsan-hegyi látványossági területen, CCTV Vuhszi film/TV stúdió (itt forgatták a Három királyság filmsorozatot), Szerény hivatalnok kertje Szuzcsou-ban, Csouzcsuang város területe Szucsou városban (Vu-folyó)
- Csöcsiang: Hangcsou-i Nyugati-tó látványossági terület, Jantang-hegy látványossági terület Vencsou-ban, Putuo-hegyi látványossági terület Csousan-ban
- Anhuj: Huangsan-hegy látványossági terület, Csiuhua-hegy látványossági terület Csicsou-ban
- Fucsien: Kulangju-sziget látványossági terület Hsziamen városban, Vuji-hegy látványossági terület Nanping-ban
- Csianghszi: Lusan-hegy látványossági terület Csiucsiang városban, Csingkang-hegyi látványossági terület Csian városban
- Santung: Penglaj Pavilion turisztikai terület Jantaj-ban, Három Kong látványossági terület Csining városban, Taj-hegy látványossági terület Tajan-ban
- Honan: Szung Saolin-hegy látványossági terület Tengfeng-ben, Lungmen-barlangok látványossági terület Lojangban, Juntaj-hegyi látványossági terület Csiaocuo-ban
- Hunan: Nanjüe-hegy Hengjang-ban, Csangcsiacsie Vulingjüen turisztikai terület
- Hupej: Három-szurdok Jicsang-ban, A sárga daru tornya Vuhan-ban
- Kuangtung: Chimelong Paradise Kuangcsouban, Tengerentúli kínai város Sencsenben
- Kuanghszi-Csuang Autonóm Terület: Li-folyó Kujlinben, Kujlin Merryland Resort
- Hajnan: Nanshan kulturális turisztikai terület Szanja városban, Nansan nagy és kis barlang látványossági terület Szanjában
- Csongcsing: Tacu sziklafaragások, a kis három-szurdok és az ici-pici három-szurdok a Vusan-hegyen
- Szecsuan: a Csingcseng-hegyi és a Tucsiangjan-hegyi öntözőrendszer Csengtuban, Emej-hegy látványossági terület Lesanban, Csiucsajgou turisztikai övezet Aba Tibeti Csiang autonóm prefektúrában
- Kujcsou: Huangkuosu-vízesések turisztikai terület Ansunban, Sárkány palota turisztikai terület Ansunban: Kőerdő látványossági terület Kunmingban, Julong Hó-hegy látványossági terület Licsiangban
- Sanhszi: Agyaghadsereg Hszianban, Huacsing termálforrás Hszianban, a Sárga Császár sírjának látványossági területe Jananban
- Kanszu: Csiajügkuan kulturális ereklyék látványossági területe, Kongtung látványossági terület Pingliang-ban
- Ninghszia-Huj Autonóm Terület: Homok-tó látványossági terület Sicujsan-ban, Sapotou látványossági terület Csongvej-ben
- Hszincsiang: Tiancsi a Tiensan-hegységben Ürümcsinél, Szőlő-völgy látványossági terület Tulufan-ban, Resort Kanaszi-tó látványossági terület az Altajban